# Piazza del Duomo (Firenze)
Piazza del Duomo è situata nel cuore del centro storico di Firenze. È dominata dalla mole della cattedrale di Santa Maria del Fiore e degli edifici correlati come il campanile di Giotto e il battistero di San Giovanni, anche se l'ipotetica linea fra via de' Martelli e via Calzaiuoli divide la piazza in due sezioni, con il battistero nell'omonima piazza San Giovanni.

## Storia della piazza
Escluso dalla cerchia romana, il sito era originariamente sul lato nord del primitivo quadrilatero cittadino. Con la fondazione del battistero in epoca paleocristiana il centro religioso della città si spostò gradualmente più a nord e venne inglobato nella seconda cerchia di mura. Forse ancor più antica era Santa Reparata, prima cattedrale cittadina, a ridosso del battistero molto più dell'odierno duomo, e che, con le chiese di San Salvatore al Vescovo e San Michele Visdomini, formava un asse sacro corredato anche di un palazzo vescovile davanti al battistero, un ospedale, una canonica ed un cimitero. Gli scavi del 1971-1972 nell'area tra duomo e battistero rinvennero un tratto delle mura romane di Florentia e parte di un basolato di un decumano minore, nonché resti di edifici attigui. Successive sono due grandi fornaci (XII secolo), evidentemente utilizzate nella costruzione di Santa Reparata e dell'area cimiteriale; inoltre sono state rinvenute le fondazioni di pilastri riferibili al XIII secolo.
Nel 430 (tradizionalmente) le spoglie di san Zanobi, primo vescovo cittadino, vennero traslate in Santa Reparata da San Lorenzo, a suggellare il raggiunto primato cittadino del centro religioso. La piazza era molto più piccola di quella odierna, con il palazzo vescovile a ridosso del battistero, oltre la cui porta est si apriva, dopo una stradina, la facciata di Santa Reparata. Tutt'intorno le costruzioni, divise da un dedalo di vicoli, riempivano la superficie. La realizzazione di un portico davanti alla chiesa di Santa Reparata nell'XI secolo ridusse ad appena 17-18 metri lo spazio antistante il battistero.
Sul finire del Duecento, con il cantiere della nuova cattedrale, furono abbattute numerose case per far posto all'enorme cattedrale ed al campanile. Un aneddoto ancora famoso è quello legato alla famiglia dei Bischeri, che si rifiutava di vendere le proprie case nell'area del cantiere per speculare sul loro aumento di valore, e si ritrovò rovinata quando il Comune decise invece di ridurre l'area del cantiere escludendo quasi completamente le proprietà dei Bischeri, ai quali fu espropriato lo stretto indispensabile con un indennizzo irrisorio (una leggenda popolare vuole invece che le case siano state distrutte da un opportuno incendio); da questo episodio deriverebbe l'offesa tipica cittadina indirizzata agli stolti ("O bischero!"). Fra le prime demolizioni, fu quasi subito distrutta una campata della vecchia chiesa per dare aria al battistero, che divenne il principale edificio religioso della città.
Nel corso dei secoli successivi gli edifici della piazza rimasero per lo più inalterati, mentre piazza San Giovanni veniva allargata nell'Ottocento facendo arretrare il palazzo vescovile. In quel periodo venne comunque regolarizzato il contorno ed in parte ampliato il piazzale che circonda il duomo. Sul palazzo dei canonici, rimodellato per l'occasione, furono poste due statue degli architetti della cattedrale (Arnolfo di Cambio e Brunelleschi) in posa di guardare il loro capolavoro in una loggetta appositamente creata.
Nel 1955 "l'Operazione Strade", consistente nel rifacimento del manto stradale nel centro storico, che aveva cominciato a deteriorarsi a causa dell'aumento del traffico privato e dei passaggi degli autobus, comportò la soppressione dei binari della rete tranviaria di Firenze, che nel giro di tre anni fu completamente smantellata. Proprio in piazza del Duomo tale rete aveva uno degli storici capolinea delle tranvie urbane ed extraurbane verso le località limitrofe.
Dal 25 ottobre 2009 la piazza è stata resa completamente pedonale (ad eccezione dei veicoli di soccorso) all'intera piazza e alle antistanti via de' Martelli, via dei Servi ed altri tratti di strade del centro.

## Edifici

### Santa Maria del Fiore

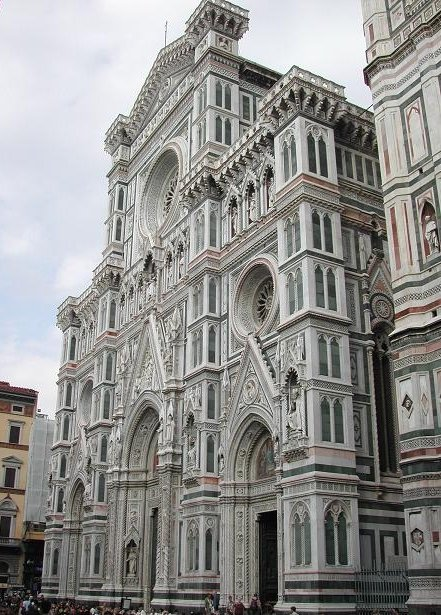
Cattedrale di Santa Maria del Fiore

La grandiosa cattedrale fiorentina è fra le opere architettoniche più importanti del periodo a cavallo tra il gotico e il rinascimento, ed una delle più belle e grandi cattedrali europee, al tempo la più grande, oggi la quinta per grandezza, dopo la basilica di San Pietro a Roma, la cattedrale di San Paolo a Londra, la cattedrale di Siviglia e il duomo di Milano. Fu iniziata, per incarico della signoria, nel 1296 dall'architetto Arnolfo di Cambio nel luogo dove sorgeva l'antica cattedrale di Santa Reparata. L'Arte della Lana, che aveva ricevuto l'incarico di sovrintendere alla costruzione, nel 1334 affidò la direzione dei lavori a Arnolfo di Cambio e dopo il 1350 a Francesco Talenti, al quale si deve un nuovo progetto che alterò parzialmente quello arnolfiano. Dopo di che entro il 1364 erano state ultimate le prime tre campate, nel 1378-80 fu realizzata la copertura della navata centrale e di quelle laterali. Il problema della costruzione della cupola fu risolto dopo lunghi dibattiti dal Brunelleschi, che, a partire dal 1418, assurse al ruolo di primo architetto rinascimentale.
La sua geniale soluzione tecnica consisteva nella creazione di una doppia calotta autoportante, che non richiese la presenza delle tradizionali armature di sostegno. Il 25 marzo del 1436 Santa Maria del Fiore venne consacrata da papa Eugenio IV. La lanterna, costruita dopo la morte del Brunelleschi (1446), fu completata dal Verrocchio nel 1468, il quale la coronò con la palla bronzea e la croce. La grande cupola domina la piazza, la città e l'intera piana, essendo visibile da numerosi punti nelle colline circostanti anche a notevole distanza, fino alla provincia di Prato e addirittura ad alcuni comuni di quella di Pistoia. Un disco di marmo bianco sul retro della piazza segna il punto dove cadde la sfera nell'anno 1600 in seguito ad una forte tempesta. Fu ricostruita più grande e ricollocata due anni dopo.
Emilio De Fabris si aggiudicò l'esecuzione della facciata attuale, in stile neogotico, costruita fra il 1871 ed il 1887.
Davanti alla gradinata del duomo alcuni riquadri nella pavimentazione ricordano dove si trovavano i pilastri del portico di Santa Reparata, prima che fosse demolito per far posto alla nuova cattedrale.

### Campanile di Giotto

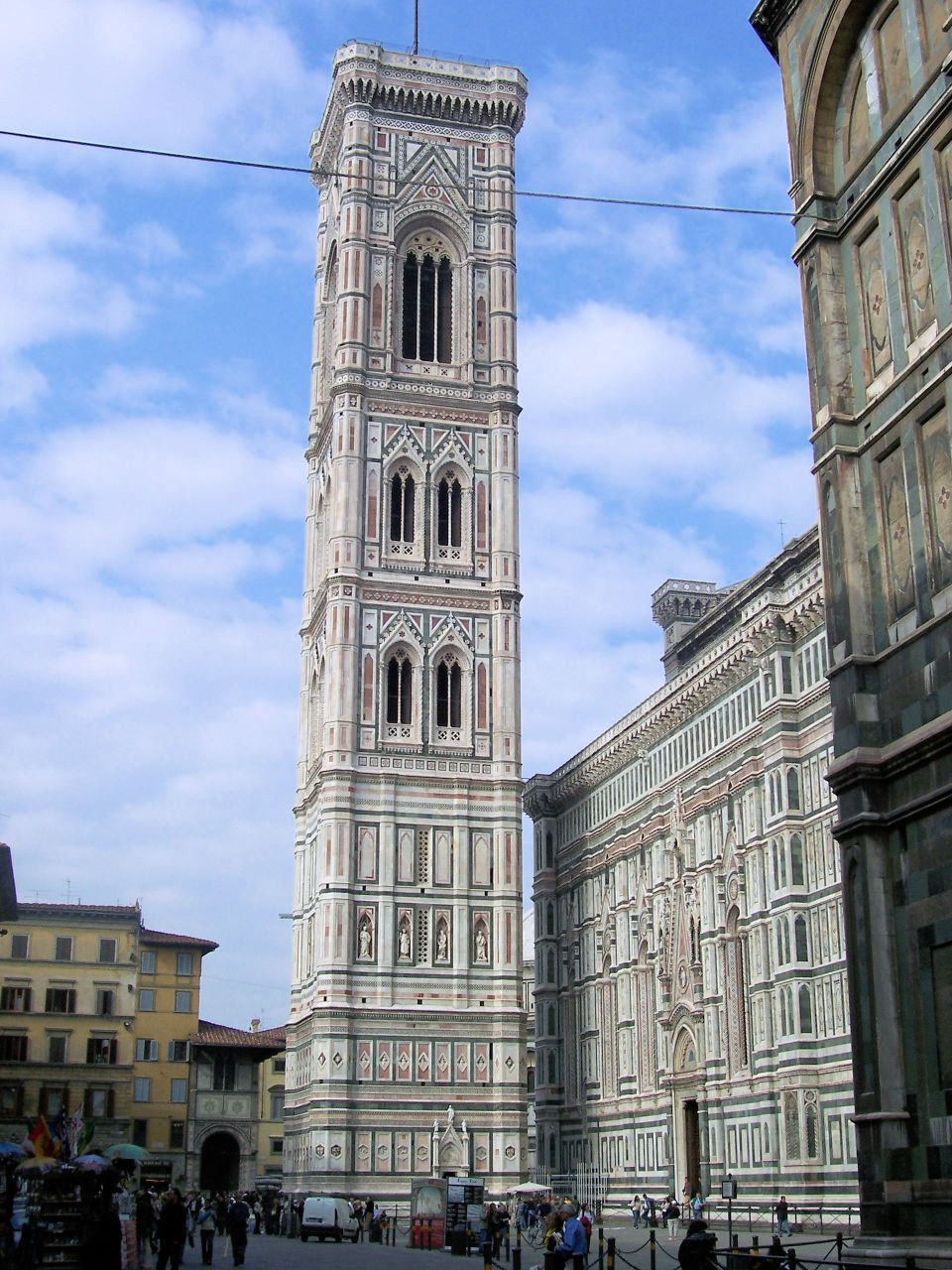
Il Campanile di Giotto

Il campanile di Giotto è situato a fianco della cattedrale, originalmente disposto a fianco della facciata invece che in posizione arretrata. Fu progettato da Giotto, da cui il nome, ma realizzato da Andrea Pisano e completato da Francesco Talenti. È alto 84 metri e progressivamente si alleggerisce nelle forme per la presenza di bifore e trifore. Interamente rivestito da marmi policromi bianchi, verdi e rosati, è decorato anche da numerose sculture e formelle, oggi in larga parte sostituite da copie e conservate nel museo dell'Opera del Duomo. Nelle formelle del basamento sono raffigurate le "attività umane", vero manifesto della Firenze corporativa del medioevo, eseguite da Andrea Pisano e Luca della Robbia, mentre nella seconda fascia "i pianeti, le virtù, le arti liberali ed i sacramenti".

### Museo dell'Opera del Duomo

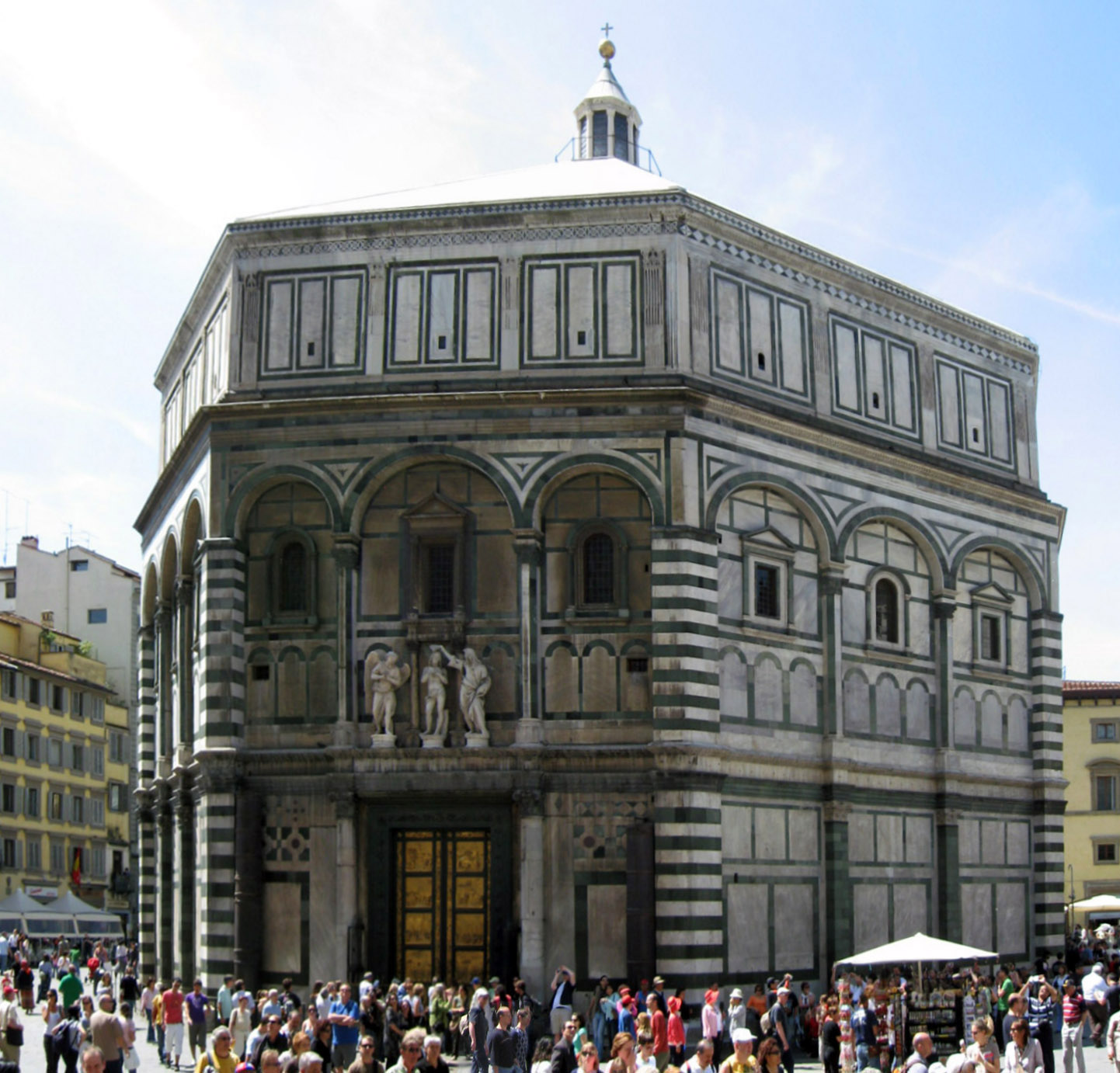
Battistero

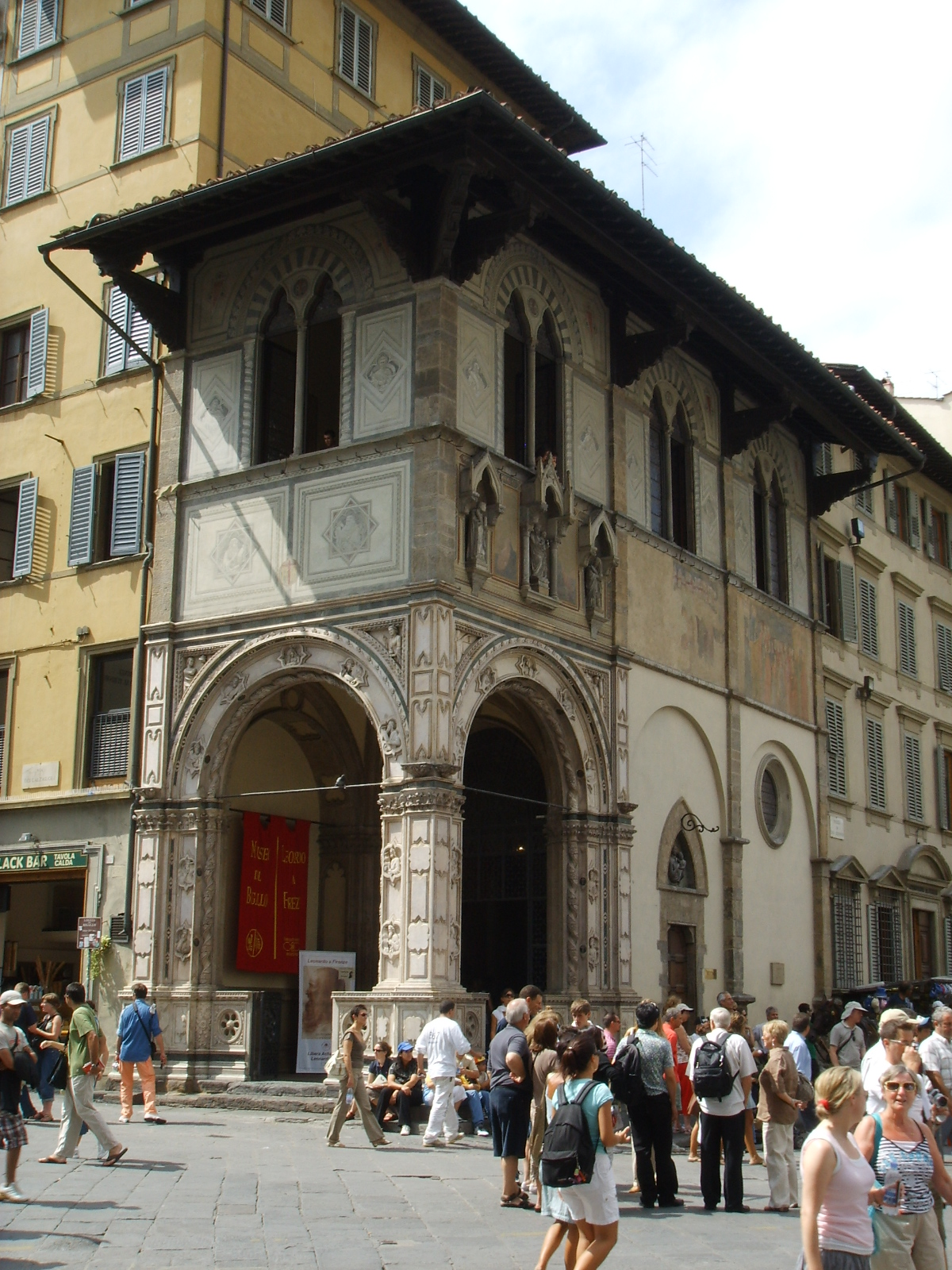
Loggia del Bigallo

Il museo dell'Opera del Duomo si trova in un palazzo davanti alle absidi della cattedrale, dominato da un busto di Cosimo I sulla facciata. L'Opera del Duomo è tuttora un ente che cura l'amministrazione, la salvaguardia ed il restauro di tutti i monumenti e musei affacciati su piazza del Duomo e piazza San Giovanni. Il museo oggi ospita numerose opere rimosse per motivi di salvaguardia dai monumenti della piazza, come le formelle e le sculture del campanile, la porta del Paradiso di Lorenzo Ghiberti dal battistero, le cantorie di Donatello e di Luca della Robbia, la Maddalena sempre di Donatello, e una Pietà di Michelangelo provenienti dall'interno del duomo. Una sezione è dedicata alla costruzione della cupola del Brunelleschi, mentre è completamente documentata la storia della facciata, dalle sculture rimosse dalla primitiva opera di Arnolfo di Cambio (distrutta nel 1587) ai progetti giunti per il concorso internazionale bandito nell'Ottocento.

### Arciconfraternita della Misericordia
L'arciconfraternita della Misericordia è un'antica congregazione di fraterna assistenza, istituita da san Pietro Martire nel 1244 per curare gli ammalati e seppellire i morti. Nel 1321 acquistò parte di una proprietà della famiglia Adimari sita di fronte al Battistero e vi costruì la sua prima sede. Negli anni che seguirono la terribile epidemia di peste del 1348 aggiunse anche un oratorio con loggia antistante. Nel 1425 alla Compagnia della Misericordia venne imposto di assorbire la Compagnia del Bigallo, prossima al fallimento. Il forzato connubio fallì e nel 1489 alcuni fratelli decisero di abbandonare sede, oratorio e loggia per fondare una "Nuova Misericordia". La Compagnia del Bigallo rimase così unica proprietaria del complesso che da allora prese il nome di "Loggia del Bigallo". Dopo varie vicissitudini, nel 1576, la Compagnia della Miseriocordia ottenne finalmente una nuova sede stabile nel palazzo detto degli Uffiziali dei Pupilli in piazza del Duomo, concessole dal granduca Francesco I de' Medici e ristrutturato da Alfonso Parigi. La sede, dotata a sua volta di oratorio, concepito nel 1780 da Stefano Diletti e poi completamente ristrutturato nel 1930, è da considerarsi una dimora storica con, all'ultimo piano, un suo museo. All'interno sono conservati dipinti ed arredi liturgici; nell'oratorio la statua di San Sebastiano, patrono della confraternita, opera di Benedetto da Maiano. È una delle pochissime confraternite antiche a non essere stata soppressa nel tempo, per la sua attività in campo assistenziale (non a caso davanti alla sede oggi è sempre presente un'autoambulanza pronta a intervenire in caso di necessità).

### Palazzo dei Canonici
Il palazzo dei Canonici sorge sul fianco sud della piazza.
Nella prima metà dell'Ottocento furono compiuti interventi urbanistici nell'area a sud del duomo per ampliare la piazza e darle più regolarità. Dal 1826 al 1830 l'architetto Gaetano Baccani abbatté antiche costruzioni ed eresse ben allineati tre grandi edifici per le abitazioni dei canonici. Il palazzo centrale, a fianco della piazzetta del Capitolo, venne arricchito di una balconata sorretta da quattro colonne incornicianti due nicchie con statue che raffigurano gli architetti del duomo Arnolfo di Cambio e Filippo Brunelleschi, eseguite da Luigi Pampaloni nel 1830. L'architetto Baccani regolarizzò anche la struttura del palazzo e dell'oratorio della Misericordia all'angolo con via de' Calzaioli.

### Palazzo Strozzi di Mantova
Il palazzo Sacrati-Guadagni-Strozzi di Mantova fu costruito sulle antiche case dei Bischeri. L'edificio passò ad un ramo della famiglia Guadagni, che prese il nome di Guadagni dell'Opera, a causa della vicinanza con le case dell'opera del Duomo. Lavori di modifica al palazzo iniziarono nel 1604 ed andarono avanti a più riprese. Verso il 1640 altre case su via Buia (ora via dell'Oriuolo) vennero abbattute per fare spazio al palazzo, che così raggiunse su piazza Duomo un'estensione fino all'angolo, con file di sette finestre, da lì girava per un prospetto laterale con altre cinque finestre per fila. La facciata presenta tutti gli elementi canonici dell'architettura residenziale fiorentina successiva al Rinascimento.

### Museo Torrini
Il museo Torrini, è un piccolo museo privato dedicato all'oreficeria, era situato al primo piano del numero 1. Contiene esemplari di argenteria, gioielli, orologi e object d'art prodotti nella plurisecolare storia della famiglia Torrini.

### Altri edifici
Sul lato nord della piazza si affacciano per il lato "breve" anche i palazzi Naldini e Del Bianco. Il palazzo Naldini in particolare ha sulla piazza una targa con un busto di Donatello, che qui aveva un tempo la sua bottega.

### Altri edifici su piazza San Giovanni
- Battistero di San Giovanni
- Palazzo Arcivescovile
- Loggia del Bigallo
- Opera di San Giovanni

### Altri edifici nelle vicinanze legati al Duomo
- Palazzo del Capitolo dei Canonici
- Chiesa di San Benedetto
- Chiesa di Santa Maria in Campo

## Le feste
La piazza del Duomo è il luogo privilegiato per la celebrazione delle principali feste religiose. Tra le ricorrenze più importanti si possono ricordare lo scoppio del carro in occasione della Pasqua e la Festa di san Giovanni Battista (24 giugno), patrono di Firenze.

### Scoppio del carro
La tradizione dello scoppio del carro, legata all'accensione del fuoco sacro connessa alla liturgia della Resurrezione, ha origine a Firenze nel XII secolo. Si narra che Pazzino de' Pazzi, distintosi durante la prima crociata nella riconquista di Gerusalemme, abbia ricevuto come premio da Goffredo di Buglione tre scaglie di pietra del Santo Sepolcro. Al ritorno a Firenze, Pazzino ed i suoi discendenti ebbero l'onore di accendere con quelle pietre il fuoco del sabato santo che veniva portato, dapprima con una fiaccola, poi con il carro, dalla chiesa di Santa Maria Primerana (distrutta, già in piazza Strozzi) alla cattedrale, accompagnato dallo scoppio di fuochi d'artificio davanti alla casa dei Pazzi. Dalla fine del Settecento le pietre si conservano nella chiesa dei Santi Apostoli. Oggi il fuoco viene portato alla cattedrale dentro un portafuoco in ferro, mentre il carro parte dal suo deposito in via del Prato, trainato da quattro buoi bianchi, coperto di fuochi artificiali, per giungere davanti alla porta del duomo. Qui, durante la celebrazione della messa, al canto del Gloria il sacerdote accende col fuoco benedetto il cero pasquale ed il razzo a forma di colombina che, correndo su un cavo di acciaio, va ad incendiare i fuochi del carro. Dall'esito del volo della colombina si traevano auspici per il raccolto.

### Festa di San Giovanni

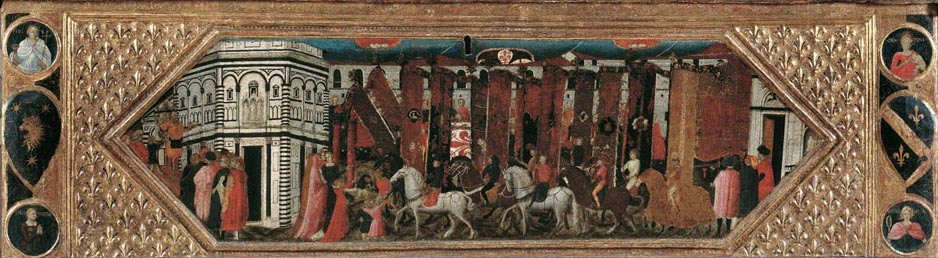
Giovanni Toscani, cassone con la processione di San Giovanni (museo del Bargello)

La festa di San Giovanni cade il 24 giugno, ma in passato i festeggiamenti si protraevano per più giorni. Nell'occasione, tra la cattedrale e il battistero, veniva stesa a dodici metri d'altezza una grande tela detta "cielo", in modo tale da creare una sorta di percorso coperto straordinariamente sfarzoso. Da qui prendeva avvio la processione che attraversava le vie della città, a loro volta addobbate da ricchi drappi appesi alle finestre. Il battistero costituiva inoltre la meta finale per l'offerta dei ceri e dei palii, costituiti da una striscia di stoffa pregiata fissata ad un'asta. I palii venivano esposti per un anno nel battistero, quindi divenivano di proprietà dell'Arte di Calimala che li utilizzava per adornare la città in occasione di feste solenni. Il "cielo" di drappi veniva appeso anche in occasione dei matrimoni delle più importanti famiglie fiorentine, come illustra il cassone nuziale degli Adimari, conservato nella galleria dell'Accademia.